# Burton L. King
Pour les articles homonymes, voir King.
Burton Lorain King (né le 25 août 1877 à Cincinnati, dans l'Ohio et mort le 4 mai 1944  à Hollywood, en Californie) est un réalisateur, scénariste, acteur et producteur de cinéma américain.

## Biographie
Né à Cincinnati, dans l'Ohio, Burton L. King commence à travailler dans le cinéma dans les années 1910 pour la Broncho Film Company.
Au cours de sa carrière, il a réalisé un total de 141 films entre 1913 et 1934. Il en a également produit plus de trente et joué dans 29. Il a également été scénariste et directeur de production. Au début des années 1920, il collabore avec le célèbre « magicien » Harry Houdini, qu'il dirige dans deux films, Houdini le maître du mystère (The Master Mystery) en 1918 et L'Homme de l'au-delà (The Man from Beyond en 1922. Une autre de ses productions notables fut The Lost Battalion (1919).
Burton L. King meurt le 4 mai 1944 à Hollywood, à l'âge de 66 ans. Il est inhumé au cimetière d'Inglewood Park (en) à Inglewood, en Californie.

## Filmographie partielle

### Comme réalisateur

#### 1913
- 1913 : The Pride of the South
- 1913 : The Grey Sentinel
- 1913 : A Southern Cinderella
- 1913 : Past Redemption
- 1913 : For Love of the Flag
- 1913 : The Miser
- 1913 : A True Believer
- 1913 : The Failure of Success
- 1913 : All Rivers Meet at Sea
- 1913 : Heart Throbs
- 1913 : A Wartime Mother's Sacrifice
- 1913 : The Madcap
- 1913 : The Gambler's Pal
- 1913 : May and December
- 1913 : The Land of Dead Things
- 1913 : Loaded Dice
- 1913 : The Forgotten Melody
- 1913 : The Reaping
- 1913 : From Out the Storm
- 1913 : For Mother's Sake
- 1913 : The Impostor
- 1913 : The Efficacy of Prayer
- 1913 : The Claim Jumper
- 1913 : The Maelstrom
- 1913 : The Reformation

#### 1914
- 1914 : The Masked Dancer
- 1914 : How God Came to Sonny Boy
- 1914 : Tainted Money
- 1914 : Ginger's Reign
- 1914 : Auntie

#### 1915
- 1915 : Robert Thorne Forecloses
- 1915 : The Hut on Sycamore Gap
- 1915 : The Odd Slipper
- 1915 : The Vaudry Jewels
- 1915 : The Eagle and the Sparrow
- 1915 : When Jealousy Tumbled
- 1915 : Alice of the Lake
- 1915 : The Love of Mary West
- 1915 : Iole the Christian
- 1915 : The Honor of the Camp
- 1915 : The Voice of Eva
- 1915 : The Reaping
- 1915 : Her Career
- 1915 : Roses and Thorns
- 1915 : The Yellow Streak
- 1915 : The Last of the Stills
- 1915 : Across the Desert
- 1915 : Two Brothers and a Girl
- 1915 : Mother's Birthday
- 1915 : A Modern Enoch Arden
- 1915 : Under the Crescent
- 1915 : Polishing Up Polly
- 1915 : Across the Footlights
- 1915 : A Second Beginning
- 1915 : Her Own Blood
- 1915 : The Advisor
- 1915 : Pup the Peacemaker
- 1915 : The Parson Who Fled West
- 1915 : The Opening Night
- 1915 : The Burden Bearer
- 1915 : Out of the Flames
- 1915 : Where Happiness Dwells
- 1915 : The Doughnut Vender
- 1915 : The Valley of Regeneration
- 1915 : For Professional Reasons
- 1915 : Into the Dark
- 1915 : In the Sunset Country
- 1915 : In the Heart of the Hills
- 1915 : Cocksure Jones, Detective
- 1915 : Shoo Fly
- 1915 : The Markswoman
- 1915 : Scars

#### 1916
- 1916 : The Manicure Girl
- 1916 : Man and His Angel
- 1916 : The Reapers
- 1916 : The Spell of the Yukon
- 1916 : The Eternal Question
- 1916 : The Devil at His Elbow
- 1916 : Power of the Cross
- 1916 : The Flower of Faith
- 1916 : Converging Paths
- 1916 : Only a Rose
- 1916 : Out of the Shadows
- 1916 : Extravagance
- 1916 : So Shall Ye Reap
- 1916 : The Girl Detective
- 1916 : Hedge of Heart's Desire
- 1916 : The Black Butterfly
- 1916 : Purchase Price
- 1916 : Road to Fame
- 1916 : Man He Might Have Been
- 1916 : Right Hand Path
- 1916 : Just a Song at Twilight

#### 1917
- 1917 : In Payment of the Past
- 1917 : The Making of Bob Mason's Wife
- 1917 : Glory
- 1917 : The Waiting Soul
- 1917 : The Goddess of Chance
- 1917 : The Last of Her Clan
- 1917 : The Soul of a Magdalen
- 1917 : The Heart of Jules Carson
- 1917 : Won in the Stretch
- 1917 : The Return of Soapweed Scotty
- 1917 : The Framed Miniature
- 1917 : The Font of Courage
- 1917 : The L. X. Clew
- 1917 : Love's Victory
- 1917 : To the Death
- 1917 : The Silence Sellers
- 1917 : La Peur de la vie (More Truth Than Poetry)
- 1917 : Le Défenseur (Public Defender)

#### 1918-1934
- 1918 : Her Husband's Honor
- 1918 : Treason
- 1918 : Houdini le maître du mystère (The Master Mystery)
- 1919 : The Lost Battalion
- 1919 : A Scream in the Night
- 1920 : The Discarded Woman
- 1920 : Why Women Sin
- 1920 : A Common Level
- 1920 : For Love or Money
- 1920 : The Common Sin
- 1921 : Everyman's Price
- 1922 : The Road to Arcady
- 1922 : L'Homme de l'au-delà (The Man from Beyond)
- 1922 : Captain Kidd
- 1922 : The Streets of New York
- 1923 : None So Blind
- 1923 : The Empty Cradle
- 1923 : The Fair Cheat
- 1924 : La Danseuse masquée (The Masked Dancer)
- 1924 : The Truth About Women
- 1924 : The Man Without a Heart
- 1924 : Those Who Judge
- 1924 : Playthings of Desire
- 1925 : The Mad Dancer
- 1925 : A Little Girl in a Big City
- 1925 : The Police Patrol
- 1925 : Ermine and Rhinestones
- 1925 : Counsel for the Defense
- 1927 : Broadway Madness
- 1927 : A Bowery Cinderella
- 1928 : Satan and the Woman
- 1928 : Women Who Dare
- 1928 : The Adorable Cheat
- 1928 : Manhattan Knights
- 1928 : The House of Shame
- 1928 : Broken Barriers
- 1929 : The Dream Melody
- 1929 : Daughters of Desire
- 1929 : In Old California
- 1934 : When Lightning Strikes

### Comme acteur
- 1912 : Through the Drifts
- 1912 : A Mexican Courtship
- 1912 : The Handicap
- 1912 : The Salted Mine
- 1912 : The Ingrate
- 1912 : The Halfbreed's Treachery
- 1912 : The Ranger's Reward : Bonita
- 1912 : The Detective's Conscience
- 1912 : The Sand Storm
- 1912 : Parson James
- 1912 : A Fugitive from Justice
- 1912 : Three Girls and a Man
- 1912 : Ranch Mates
- 1912 : Struggle of Hearts : le Ministre
- 1912 : A Lucky Fall
- 1913 : The Love Token
- 1913 : The Girl of the Sunset Pass
- 1913 : Le Désastre (The Battle of Gettysburg) de Thomas H. Ince et Charles Giblyn
- 1913 : Good for Evil
- 1913 : The Winner

### Comme producteur
- 1927 : Combat
- 1928 : A Bit of Heaven
- 1928 : Into No Man's Land
- 1929 : One Splendid Hour
- 1931 : Cyclone Kid
- 1931 : Quick Trigger Lee
- 1932 : Human Targets
- 1932 : Mark of the Spur
- 1932 : Tangled Fortunes
- 1932 : The Man from New Mexico
- 1932 : The Scarlet Brand (en) de  J.P. McGowan
- 1933 : When a Man Rides Alone
- 1933 : Kiss of Araby
- 1933 : Deadwood Pass
- 1933 : War of the Range
- 1934 : When Lightning Strikes de Burton L. King et Harry Revier
- 1936 : The Drag-Net